# Akcja pod Arsenałem (film)
Akcja pod Arsenałem – polski kolorowy film wojenny z 1977 roku w reżyserii Jana Łomnickiego, na motywach książki Aleksandra Kamińskiego Kamienie na szaniec (1943).

## Fabuła
Film historyczny oparty na autentycznych wydarzeniach. Opowiada o losach trzech harcerzy, Tadeusza Zawadzkiego „Zośki”, Jana Bytnara „Rudego” i Macieja Dawidowskiego „Alka”, walczących w Szarych Szeregach przeciwko niemieckim okupantom.
23 marca 1943 „Zośka” i „Alek” dowiadują się o aresztowaniu „Rudego” przez warszawskie Gestapo. Postanawiają odbić przyjaciela z rąk oprawców katujących go w więzieniu na Pawiaku oraz w siedzibie Gestapo w al. J. Ch. Szucha 25.
26 marca 1943 w rejonie Arsenału, u zbiegu ulic Bielańskiej, Długiej i Nalewek, harcerze z Grup Szturmowych Szarych Szeregów w brawurowym ataku odbili przewożonego z centrali Gestapo na Pawiak „Rudego”, a wraz z nim 20 innych więźniów. Skatowany w czasie śledztwa przez Niemców „Rudy” umiera jednak kilka dni później na rękach swoich przyjaciół.

## Obsada
- Ryszard Gajewski – Aleksy Dawidowski „Alek”
- Mirosław Konarowski – Tadeusz Zawadzki „Zośka”
- Cezary Morawski – Jan Bytnar „Rudy”
- Magdalena Wołłejko – Baśka, dziewczyna „Alka”
- Danuta Kowalska – Maryla Dawidowska, siostra „Alka”
- Zbigniew Zapasiewicz – Stanisław Bytnar, ojciec „Rudego”
- Lidia Korsakówna – Zdzisława Bytnarowa, matka „Rudego”
- Joanna Pacuła – Duśka Bytnarówna, siostra „Rudego”
- Wojciech Alaborski – Florian Marciniak „Florian”
- Damian Damięcki – Mieczysław Kurkowski „Mietek”
- Zbigniew Sawan – Józef Zawadzki, ojciec „Zośki”
- Maria Mamona – Hanka, siostra „Zośki”
- Jan Piechociński – młody lekarz operujący „Alka”
- Jan Englert – Stanisław Broniewski „Stefan Orsza”
- Piotr Grabowski – żandarm Schuppe
- Ryszard Bacciarelli – oficer Gestapo
- Karl Sturm – oberscharführer Schultz
- Werner Toelcke – sturmscharführer Lange
- Jan Czechowicz – Tadeusz Chojko „Bolec”
- Piotr Dejmek – Zygmunt Kaczyński „Wesoły”
- Adam Ferency – Heniek Ostrowski
- Karol Gruza – Jerzy Gawin „Słoń”
- Ryszard Jabłoński – Józef Saski „Katoda”
- Ryszard Dreger – Jan Rodowicz „Anoda”
- Emilian Kamiński – Andrzej Wolski „Jur”
- Piotr Krasicki – Witold Bartnicki „Kadłubek”
- Zbigniew Kuś – Tadeusz Krzyżewicz „Buzdygan”
- Leszek Mikołajczyk – Tadeusz Szajnoch „Cielak”
- Janusz Mond – Eugeniusz Koecher „Kołczan”
- Andrzej Precigs – Konrad Okolski „Kuba”
- Rafał Spałek – Sławomir Bittner „Maciek”
- Paweł Wawrzecki – Jerzy Zborowski „Jeremi”
- Adam Gessler – Jerzy Trzciński „Tytus”
- Jan Owczynnikow – Wiesław Krajewski „Sem”
- Jan Kulczycki – Władysław Cieplak „Giewont”, przyboczny „Orszy”
- Antonina Girycz – kobieta dzwoniąca w lokalu
- Edward Sosna – mężczyzna w wiatrówce
- Tadeusz Łomnicki – lekarz
- Ewa Serwa – Danka, żona Heńka
- Elżbieta Borkowska-Szukszta – Helena Danielewicz „Lola”
- Bożena Dykiel – sanitariuszka Tamara
- Helena Kowalczyk – więźniarka uwolniona w czasie akcji
- Magdalena Kumor – więźniarka uwolniona w czasie akcji
- Hanna Lachman – więźniarka uwolniona w czasie akcji chcąca wrócić na Pawiak
- Krystyna Lisowska – więźniarka uwolniona w czasie akcji (w napisach nazwisko: Lissowska)
- Ewa Radzikowska – więźniarka uwolniona w czasie akcji
- Barbara Sołtysik – harmonistka
- Henryk Czyż – gestapowiec
- Jacek Czyż – wartownik
- Bolesław Idziak – magazynier
- Wojciech Machnicki – Czesiek, przyjaciel Heńka
- Jerzy Markuszewski – barman w piwiarni
- Zdzisław Słowiński – „Maestro”
- Jacek Strzemżalski – Andrzej Zawadowski „Gruby”
- Zdzisław Szymański – pan Kazimierz, właściciel warsztatu samochodowego
- Krzysztof Świętochowski – handlarz
- Jerzy Tkaczyk – sprzedawca kurtki
- Stanisław Bieliński – lekarz
- Stefan Czyżewski – lekarz
- Juliusz Lubicz-Lisowski – dozorca
- Borys Marynowski – wykładowca w podchorążówce
- Jerzy Moes - przechodzień przy Arsenale
- Krystyna Tkacz – kelnerka w piwiarni
- Grzegorz Warchoł – nabywca kurtki na bazarze; nie występuje w czołówce
- Romuald Pawłowski, Lech Łotocki, Aleksander Kalinowski, Jan Krzyżanowski, Czesław Mroczek.